# Дабадзвели (Ткибульский муниципалитет)
Дабадзвели (груз. დაბაძველი) — село в Грузии, на территории Ткибульского муниципалитета края (мхаре) Имеретия.

## География
Село находится в западной части Грузии, к северу от Ткибульского водохранилища, на расстоянии 9 километров к юго-западу от города Ткибули, административного центра муниципалитета. Абсолютная высота — 617 метров над уровнем моря.

## Население
По результатам официальной переписи населения 2014 года, в Дабадзвели проживало 333 человека (159 мужчин и 174 женщины). В национальной структуре населения грузины составляли 99,7 %, армяне — 0,3 %.
| Год  | Население, человек |
| ---- | ------------------ |
| 2002 | 538                |
| 2014 | ↘ 333              |